# Casa de Habsburg

Drapelul Casei de Habsburg, folosit ca drapel al Imperiului Austriac până în anul 1867, când a luat ființă Austro-Ungaria

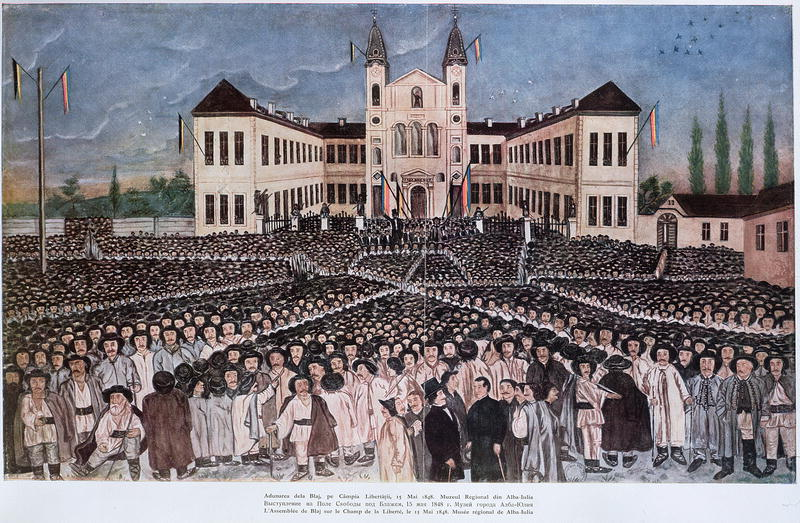
Adunarea din 1848 de la Blaj, ținută sub drapele habsburgice și tricoloruri românești

Casa de Habsburg este numele uneia din cele mai importante dinastii europene. Habsburgii au deținut următoarele demnități:
- Împărați ai Sfântului Imperiu Roman de Națiune Germană și regi ai Germaniei, din 1438 până în 1806, (când Imperiul și Regatul Germaniei au fost desființate de Napoleon Bonaparte);
- Duci apoi Arhiduci ai Austriei (1282-1804);
- Împărați ai Imperiului Austriac (1804-1918);
- Duci (1282-1453), apoi arhiduci (1453-1804) ai Țărilor Ereditare Austriece;
- Regi ai Ungariei (1437-1457 și 1526-1918);
- Regi ai Croației (1437-1457 și 1527–1918);
- Regi ai Galiției și Lodomeriei (1772-1918), astăzi părți din vestul Ucrainei și sud-estul Poloniei;
- Regi ai Spaniei (1516–1700);
- Regi ai Castiliei (1504-1506);
- Regi ai Portugaliei (1580–1640);
- Regi ai Boemiei (1306-1307, 1438-1457, 1526–1618 și 1621–1918);
- Marchizi ai Moraviei (1412-1918);
- Principi ai Transilvaniei (1691-1765), apoi Mari Principi ai Transilvaniei (1765-1867);
- Mari duci ai Toscanei (1814-1859);
- Mari duci ai Cracoviei (1814-1918);
- Duci ai Bucovinei (1773-1918);
- Împărați ai Mexicului (1864-1867)

Dinastia este numită după locul de origine, castelul Habsburg din cantonul elvețian Aargau. Originea numelui castelului este nesigură. Primul document în care acest nume este menționat a fost identificat ca fiind din 1108.